# Cliniques universitaires de Kinshasa
 (juin 2021).
Si vous disposez d'ouvrages ou d'articles de référence ou si vous connaissez des sites web de qualité traitant du thème abordé ici, merci de compléter l'article en donnant les références utiles à sa vérifiabilité et en les liant à la section « Notes et références ».
Les cliniques universitaires de Kinshasa  (CUK) ont été fondées en 1957 par l'ex-université de Lovanium, actuellement université de Kinshasa, située dans la commune de la Gombe à Kinshasa en république démocratique du Congo. L’organigramme des CUK comprend les organes de contrôle (comité de gestion de l’université et conseil facultaire) mais également les organes de gestion (comprenant le comité directeur élargi), le comité directeur, les départements (dont le département de chirurgie incluant le service de chirurgie pédiatrique) et enfin les directions administrative et technique.

## Histoire
Les cliniques universitaires de Kinshasa ont été créées en 1957 par l’université de Lovanium.
De 1962 à 1971, le premier médecin directeur des cliniques universitaires de Kinshasa est le docteur Roonse, remplacé ensuite par plusieurs autres responsables. C’est en 1972 que les premiers médecins directeurs zaïrois prennent la direction de l’hôpital, il s’agit de Muteta et Kibungu.
De 1992 à 2001, le médecin directeur est Rahna Tozin avec comme adjoint le professeur Nseka.
Depuis 2000, la composition de la direction des cliniques universitaires de Kinshasa est gérée par le Médecin directeur, le professeur Nguma et le Médecin directeur adjoint, le professeur Nseka.

## Services
Les cliniques universitaires de Kinshasa ont une capacité de 648 lits opérationnels. Ses consultations externes montent à 2600 par mois et le service de chirurgie pédiatrique soigne en moyenne 50 patients par mois, dont 80 % présentant les malformations congénitales suivantes : spina bifida, occlusions néonatales (maladie de Hirschsprung (HSCR), malformations anorectales (MAR), atrésies intestinales…) et laparoschisis, aussi appelé « gastroschisis », qui correspond à une absence de fermeture de la paroi abdominale à droite du nombril.
Le département de chirurgie comprend 7 services qui sont : 
- la chirurgie générale et digestive,
- la chirurgie orthopédique (PIII),
- la chirurgie thoracique et cardio-vasculaire,
- l’urologie,
- les soins intensifs,
- la salle d’urgence,
- la chirurgie pédiatrique.

## Organisation
Les membres du comité directeur qui dirigent les cliniques universitaires sont nommés par le recteur de l’université de Kinshasa. Le médecin directeur qui préside le comité directeur est aussi vice-doyen de la faculté de la médecine chargé des CUK. La gestion y est collégiale, sans interférence sur l’autonomie de chaque département médico-technique.